# Autoroute A630
L’autoroute A 630 è un'autostrada francese che costituisce la maggior parte della circonvallazione della città di Bordeaux. Inizia a nord-est del centro, a Lormont, dove finisce l'A10. Attraversato il comune di Bordeaux, tocca molti comuni dell'area metropolitana come Mérignac, Pessac, Villenave-d'Ornon e Bègles, dove termina all'incrocio tra N230 e l'A631.